# メジホキサミン
メジホキサミン（INN：medifoxamine、DCF：médifoxamine）とは、N,N-ジメチル-2,2-ジフェノキシエチルアミンの事である。
20世紀の末に、非定型抗精神病薬または抗不安薬として用いられた、薬物の1つである。

## 薬物動態

### 吸収・分布
ヒトに対してメジホキサミンを経口投与すると、一部が消化管から吸収される。さらに、肝臓での初回通過効果を強く受ける。経口投与を行った場合のメジホキサミンのバイオアベイラビリティは、21パーセントである。身体に吸収されたメジホキサミンは、血液脳関門を突破して脳内にも入る。

### 代謝
吸収されたメジホキサミンは、ヒトの体内で代謝を受けた際に、生理活性を有した重要な化合物が2つ生成することが知られている。それは初回通過の際に肝臓において生成する。1つ目は、第3級アミンの部分が脱メチル反応を受けた、N-メチル-2,2-ジフェノキシエチルアミンであり、これには「CRE-10086」という番号が与えられている。もう1つは、エーテル結合が1つ加水分解されて、フェノールが外れた、2-(N,N-ジメチル)-1-フェノキシエタノールであり、こちらには「CRE-10357」という番号が与えられている。

### 消失半減期
ヒトでのメジホキサミンの体内からの消失速度は、非線形である。体内の濃度が低ければ、消失半減期は約2.8時間である。しかし、体内での濃度が高いと、消失半減期は約4.0時間に延長する。

## 作用機序
メジホキサミンは、血液脳関門を突破して脳内に入る薬物である。脳内で、メジホキサミンは様々な作用を引き起こして、神経伝達物質に影響を与える。

### メジホキサミンの作用
神経伝達物質として利用される物質の1つであるドパミンの再取り込みを、メジホキサミンは弱く阻害する。また、脳内で神経伝達物質として利用される物質の1つであるセロトニンの再取り込みを阻害する作用は、さらに弱く、そのIC50は、1.5 μMである。
これとは別に、メジホキサミンには、セロトニン受容体を弱くブロックする。具体的には、5-HT2A受容体に対して、そのIC50は、950 nMである。また、5-HT2C受容体に対して、そのIC50は、980 nMである。

### 代謝産物の作用
メジホキサミンは体内で代謝されて化学構造が変えられても、未だに生理活性を失わない化合物を生成する。それが、CRE-10086とCRE-10357である。

#### CRE-10086
CRE-10086が、セロトニンのトランスポータに結合して、そのトランスポータの作用を妨害する際のIC50は、450 nMである。また、5-HT2A受容体をブロックする際のIC50は、330 nMである。そして、5-HT2C受容体をブロックする際のIC50は、700 nMである。

#### CRE-10357
CRE-10357が、セロトニンのトランスポータに結合して、そのトランスポータの作用を妨害する際のIC50は、660 nMである。また、5-HT2A受容体をブロックする際のIC50は、1600 nMである。そして、5-HT2C受容体をブロックする際のIC50は、6300 nMである。

### セロトニン受容体への作用に関して
メジホキサミンと、その代謝産物の、その他のセロトニン受容体に対する作用は、非常に弱い。5-HT1A受容体に対しても、5-HT1B受容体に対しても、5-HT1D受容体に対しても、5-HT3受容体に対しても、少なくとも、10 μMの濃度ですら充分な作用を示さない。
つまり、セロトニン受容体のブロックに関しては、5-HT2A受容体と5-HT2C受容体に対して、選択的である。

### マウスに対して
マウスに対して、メジホキサミンは鎮静作用も興奮作用も示さない。

## 構造活性相関
構造活性相関を考える上で、メジホキサミンと構造的に似ている化合物として、メジホキサミンと同じく第3級アミンの窒素に2つのメチル基が結合した部分構造も持った、3環系抗うつ薬のアミトリプチリンとイミプラミンが挙げられる。
しかしながら、メジホキサミンは3環系抗うつ薬と、作用に関しては、あまり似ていない。と言うのも、3環系抗うつ薬は一般に抗コリン作用も有するのだが、メジホキサミンには抗コリン作用は無い上に、3環系抗うつ薬は一般にアドレナリンα1受容体をブロックする作用も有し、特にアミトリプチリンやイミプラミンのような第3級アミンの構造を有している場合には強くアドレナリンα1受容体をブロックするのだが、メジホキサミンにはアドレナリンα1受容体をブロックする作用も無い。また、3環系抗うつ薬は一般にノルアドレナリンの再取り込みも阻害するのだが、明らかに、メジホキサミンにはノルアドレナリンの再取り込みを妨害する作用は無い。
ただ、それでも二重盲検法での調査の結果では、うつ病の治療に使用した限りにおいて、3環系抗うつ薬のイミプラミンやクロミプラミンとも、さらに、やや構造の異なる抗うつ薬のマプロチリンとも、その治療効果は似たり寄ったりであった。

## 用途
メジホキサミンには、非定型抗精神病薬、抗不安薬としての用途が挙げられる。
ただし、ヒトにおいて、100 mgから300 mg程度の投与量において、次第にメジホキサミンに対して耐性が出てくることが判明した。

## 歴史
メジホキサミンは1990年前後にフランスの市場に、世界で初めて医薬品として登場した。その後、隣国のスペインやモロッコでも市場に登場した。
これに対して、アメリカ合衆国は1995年になっても認可しなかった。
結局、肝毒性が問題とされ、1999年にモロッコの市場から姿を消し、2000年にはフランス市場からも回収された。